# 九章律
《九章律》是汉朝的主要法律之一。
汉朝建立后，汉高祖刘邦鉴于全国形势，感到“三章之法，不足以御奸”，于是令萧何参照秦律“取其宜于者，作律九章”。九章律是在李悝的《法经》六篇的基础上加上《户律》（户籍、赋税、婚姻的法律）、《兴律》（征发徭役、城防守备的法律）、《厩律》（牛马畜牧、驿传的法律），共九章，史称《九章律》。